# Rekordy mistrovství světa v atletice

## Rekordy šampionátu

### Muži
| Disciplína                                  | Rekord                                                    | Atlet / atleti | Místo     | Mistrovství |
| ------------------------------------------- | --------------------------------------------------------- | -------------- | --------- | ----------- |
| Běh na 100 metrů                            | Usain Bolt                                                | 9,58 s – WR    | Berlín    | MS 2009     |
| Běh na 200 metrů                            | Usain Bolt                                                | 19,19 s – WR   | Berlín    | MS 2009     |
| Běh na 400 metrů                            | Michael Johnson                                           | 43,18 s        | Sevilla   | MS 1999     |
| Běh na 800 metrů                            | Donavan Brazier                                           | 1:42,34        | Dauhá     | MS 2019     |
| Běh na 1500 metrů                           | Hišám Al-Karúdž                                           | 3:27,65        | Sevilla   | MS 1999     |
| Běh na 5000 metrů                           | Eliud Kipchoge                                            | 12:52,79       | Paříž     | MS 2003     |
| Běh na 10 000 metrů                         | Kenenisa Bekele                                           | 26:46,31       | Berlín    | MS 2009     |
| 110 m překážek                              | Colin Jackson                                             | 12,91 s        | Stuttgart | MS 1993     |
| 400 m překážek                              | Alison dos Santos                                         | 46,29 s        | Eugene    | MS 2022     |
| 3 000 m překážek                            | Ezekiel Kemboi                                            | 8:00,43        | Berlín    | MS 2009     |
| Skok do výšky                               | Bohdan Bondarenko                                         | 241 cm         | Moskva    | MS 2013     |
| Skok o tyči                                 | Armand Duplantis                                          | 621 cm         | Eugene    | MS 2022     |
| Skok daleký                                 | Mike Powell                                               | 895 cm – WR    | Tokio     | MS 1991     |
| Trojskok                                    | Jonathan Edwards                                          | 18,29 m – WR   | Göteborg  | MS 1995     |
| Vrh koulí                                   | Ryan Crouser                                              | 23,51 m        | Budapešť  | MS 2023     |
| Hod diskem                                  | Daniel Ståhl                                              | 71,46 m        | Budapešť  | MS 2023     |
| Hod kladivem                                | Ivan Tichon                                               | 83,63 m        | Ósaka     | MS 2007     |
| Hod oštěpem                                 | Jan Železný                                               | 92,80 m        | Edmonton  | MS 2001     |
| Desetiboj                                   | Ashton Eaton                                              | 9045 bodů      | Peking    | MS 2015     |
| Chůze na 20 km                              | Jefferson Pérez                                           | 1:17:21        | Paříž     | MS 2003     |
| Chůze na 50 km                              | Yohann Diniz                                              | 3:33:12        | Londýn    | MS 2017     |
| Maratonský běh                              | Tamirat Tola                                              | 2:05:37        | Eugene    | MS 2022     |
| Běh na 4 × 100 metrů                        | Nesta Carter Michael Frater Yohan Blake Usain Bolt        | 37,06 s        | Tegu      | MS 2011     |
| Běh na 4 × 400 metrů                        | Andrew Valmon Quincy Watts Butch Reynolds Michael Johnson | 2:54,29        | Stuttgart | MS 1993     |
| Zdroj - Světové rekordy na World Athleticks |                                                           |                |           |             |

WR = "world record" (angl.) = světový rekord

### Ženy
| Disciplína                                  | Rekord | Atlet / atleti | Místo     | Mistrovství |
| ------------------------------------------- | --- | -------------- | --------- | ----------- |
| Běh na 100 metrů                            | Sha'Carri Richardsonová                                                                                                | 10,65 s        | Budapešť  | MS 2023     |
| Běh na 200 metrů                            | Shericka Jacksonová | 21,41 s        | Budapešť  | MS 2023     |
| Běh na 400 metrů                            | Jarmila Kratochvílová                                                                                                  | 47,99 s        | Helsinky  | MS 1983     |
| Běh na 800 metrů                            | Jarmila Kratochvílová                                                                                                  | 1:54,68        | Helsinky  | MS 1983     |
| Běh na 1500 metrů                           | Sifan Hassanová | 3:51,95        | Dauhá     | MS 2019     |
| Běh na 5000 metrů                           | Hellen Obiriová | 14:26,72       | Dauhá     | MS 2019     |
| Běh na 10 000 metrů                         | Berhane Adereová | 30:04,18       | Paříž     | MS 2003     |
| 100 m překážek                              | Tobi Amusanová | 12,12 s – WR   | Eugene    | MS 2022     |
| 400 m překážek                              | Sydney McLaughlinová                                                                                                   | 50,68 s        | Eugene    | MS 2022     |
| 3 000 m překážek                            | Norah Jerutová | 8:53,02        | Eugene    | MS 2022     |
| Skok do výšky                               | Stefka Kostadinovová                                                                                                   | 209 cm – WR    | Řím       | MS 1987     |
| Skok o tyči                                 | Jelena Isinbajevová | 501 cm         | Helsinky  | MS 2005     |
| Skok daleký                                 | Jackie Joynerová-Kerseeová                                                                                             | 736 cm         | Řím       | MS 1987     |
| Trojskok                                    | Inessa Kravecová | 15,50 m        | Göteborg  | MS 1995     |
| Vrh koulí                                   | Natalja Lisovská | 21,24 m        | Řím       | MS 1987     |
| Hod diskem                                  | Martina Hellmannová | 71,62 m        | Řím       | MS 1987     |
| Hod kladivem                                | Anita Włodarczyková | 80,85 m        | Peking    | MS 2015     |
| Hod oštěpem                                 | Osleidys Menéndezová                                                                                                   | 71,70 m        | Helsinky  | MS 2005     |
| Sedmiboj                                    | Jackie Joynerová-Kerseeová                                                                                             | 7128 bodů      | Řím       | MS 1987     |
| Chůze na 20 km                              | Olimpiada Ivanovová | 1:25:41        | Helsinky  | MS 2005     |
| Maratonský běh                              | Gotytom Gebreslaseová                                                                                                  | 2:18,11        | Eugene    | MS 2022     |
| Běh na 4 × 100 metrů                        | Tamari Davisová Twanisha Terryová Gabrielle Thomasová Sha'Carri Richardsonová Tamara Clarková * Melissa Jeffersonová * | 41,03 s        | Bělehrad  | MS 2023     |
| Běh na 4 × 400 metrů                        | Gwen Torrenceová Maicel Malone Natasha Kaiser-Brown Jearl Milesová Clarková                                            | 3:16,71        | Stuttgart | MS 1993     |
| Zdroj - Světové rekordy na World Athleticks | |                |           |             |

WR = "world record" (angl.) = světový rekord

### Smíšené
| Discipína                                   | Atleti                                                           | Rekord       | Místo    | Mistrovství |
| ------------------------------------------- | ---------------------------------------------------------------- | ------------ | -------- | ----------- |
| Běh na 4 x 400 metrů                        | Justin Robinson Rosey Effiongová Matthew Boling Alexis Holmesová | 3:09,82 - WR | Budapešť | MS 2023     |
| Zdroj - Světové rekordy na World Athleticks |                                                                  |              |          |             |

WR = "world record" (angl.) = světový rekord